# Piotr Kozarzewski
Piotr Kozarzewski (ur. 13 września 1960) – polski ekonomista, politolog, historyk, doktor habilitowany nauk o polityce i ekonomii, profesor UMCS.

## Życiorys
W 1982 ukończył studia historyczne na Wydziale Historii Moskiewskiego Uniwersytetu Państwowego im. M.W. Łomonosowa. Stopień doktora nauk humanistycznych uzyskał w Instytucie Studiów Politycznych PAN w 1999 na podstawie pracy pt. Przekształcenia własnościowe w spółkach pracowniczych: procesy ekonomiczne i świadomość kadry kierowniczej (promotorem był prof. dr hab. Edmund Wnuk-Lipiński). Stopień doktora habilitowanego nauk humanistycznych otrzymał w Instytucie Studiów Politycznych PAN w 2007 za pracę pt. Prywatyzacja w krajach postkomunistycznych. Stopień doktora habilitowanego nauk społecznych otrzymał na Wydziale Ekonomicznym UMCS w 2020 na podstawie pracy pt. Polityka właścicielska państwa w okresie transformacji systemowej. Próba syntezy.
W latach 1985–1995 pracował jako asystent w Instytucie Międzynarodowych Badań Ekonomicznych i Politycznych Rosyjskiej Akademii Nauk w Moskwie. W latach 1989–1992 był zatrudniony jako asystent w Instytucie Nauk Ekonomicznych PAN. W latach 1992–2013 pracował w Instytucie Studiów Politycznych PAN, początkowo jako asystent, następnie awansował na stanowisko adiunkta, docenta i profesora nadzwyczajnego. W latach 2007–2014 pracował na stanowisku profesora nadzwyczajnego w Wyższej Szkole Biznesu – National-Louis University w Nowym Sączu, a w latach 2015–2016 w Wyższej Szkole Informatyki i Ekonomii TWP w Olsztynie również na stanowisku profesora nadzwyczajnego. Od 2016 zatrudniony na stanowisku profesora nadzwyczajnego w Katedrze Polityki Gospodarczej i Regionalnej na Wydziale Ekonomicznym UMCS.
Równolegle od 1992 roku był zatrudniony w Centrum Analiz Społeczno-Ekonomicznych (CASE). Brał udział jako ekspert m.in. w następujących projektach międzynarodowych:
- w latach 1995–1996 doradztwo dla rządu Kazachstanu w skutecznym przeprowadzeniu prywatyzacji (wspólnie z Julianem Pańkowem i Władysławem Jermakowiczem)[3][4]
- w latach 1996–1997 misja doradcza dla rządu Mongolii w sprawach prywatyzacji (wspólnie z Władysławem Jermakowiczem)[3][5]
- w latach 1997–2005 Misja doradcza dla rządu Kirgistanu (w 18-osobowym zespole)[3][6].

Autor ponad 200 publikacji w języku polskim, angielskim, rosyjskim i bułgarskim.